# Appleton (Wisconsin)
Appleton és una ciutat als comtats de Calumet, Outagamie i Winnebago a l'estat de Wisconsin als Estats Units. La població era de 70.087 segons del cens del 2000. Els comerciants de pell que cercaven fer negoci amb els indis de la vall del Fox River foren els primers a establir-se a Appleton. Hippolyte Grignon construí la White Heron en 1835 per a viure-hi amb la seva família i per a ésser emprada com a posada i punt de comerç.

## Fills il·lustres
- Ada Pfitzner-Saverni (1881-1956) mezzosoprano.

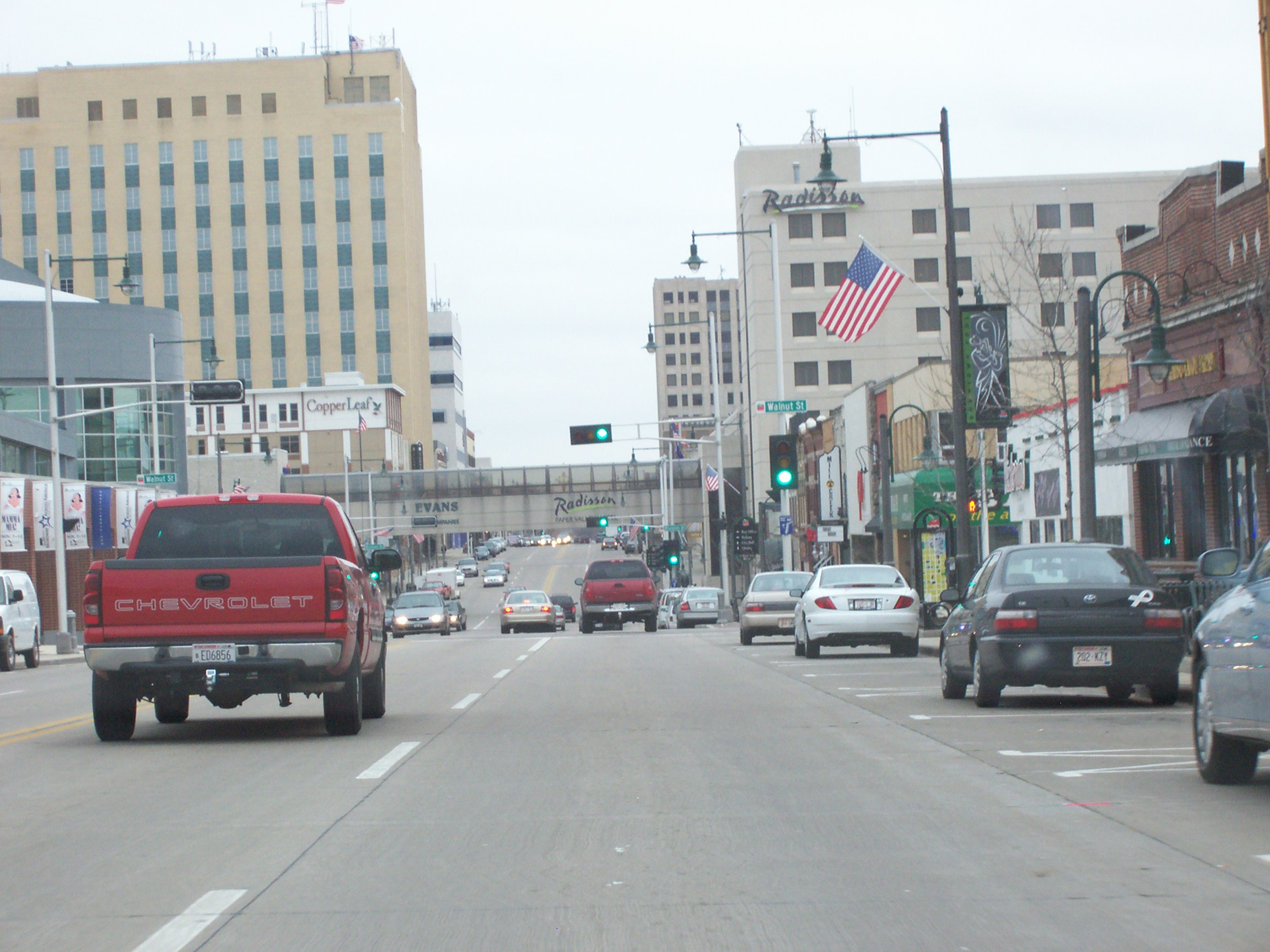
Looking east at Downtown Appleton
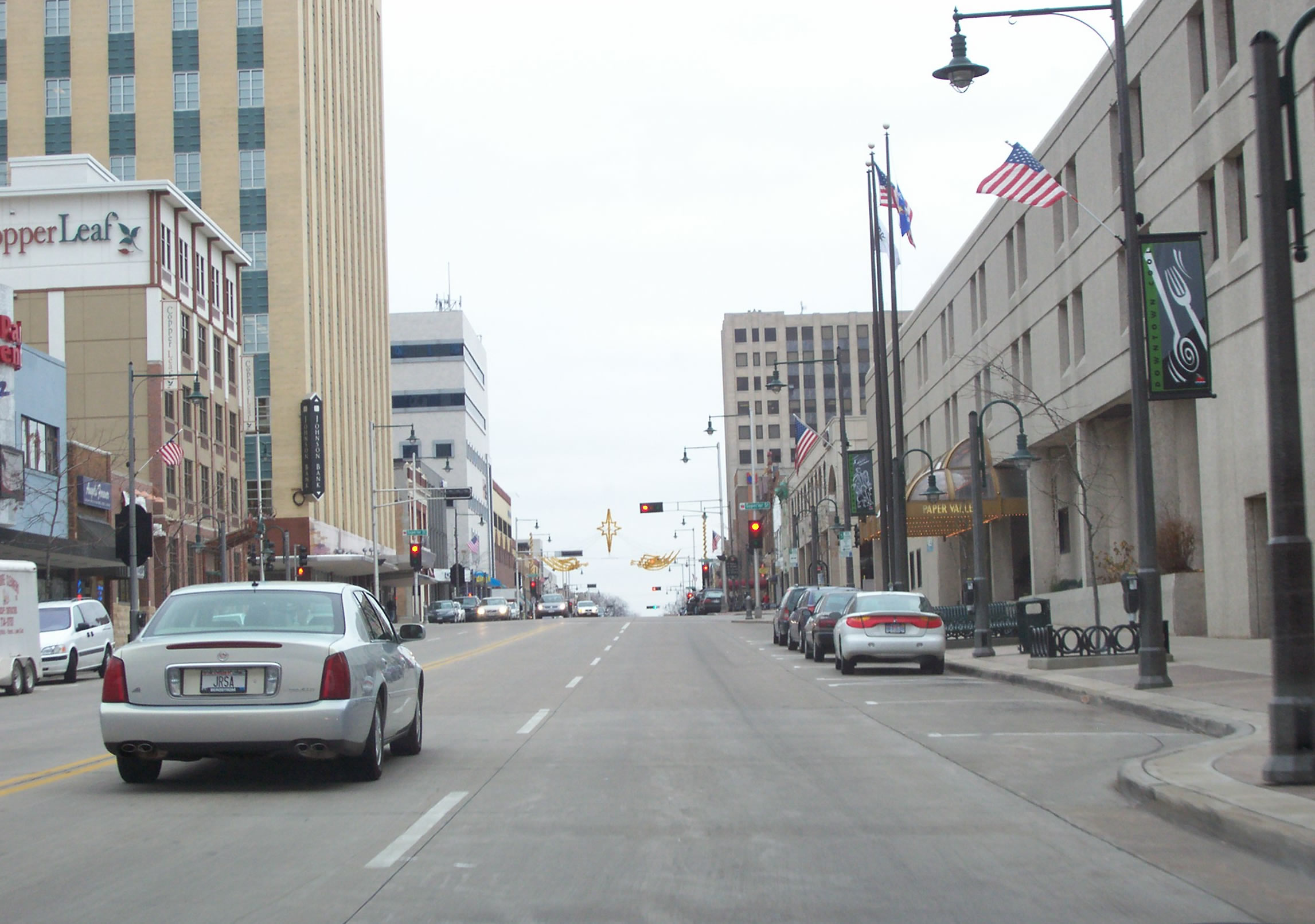
Looking east at Downtown Appleton
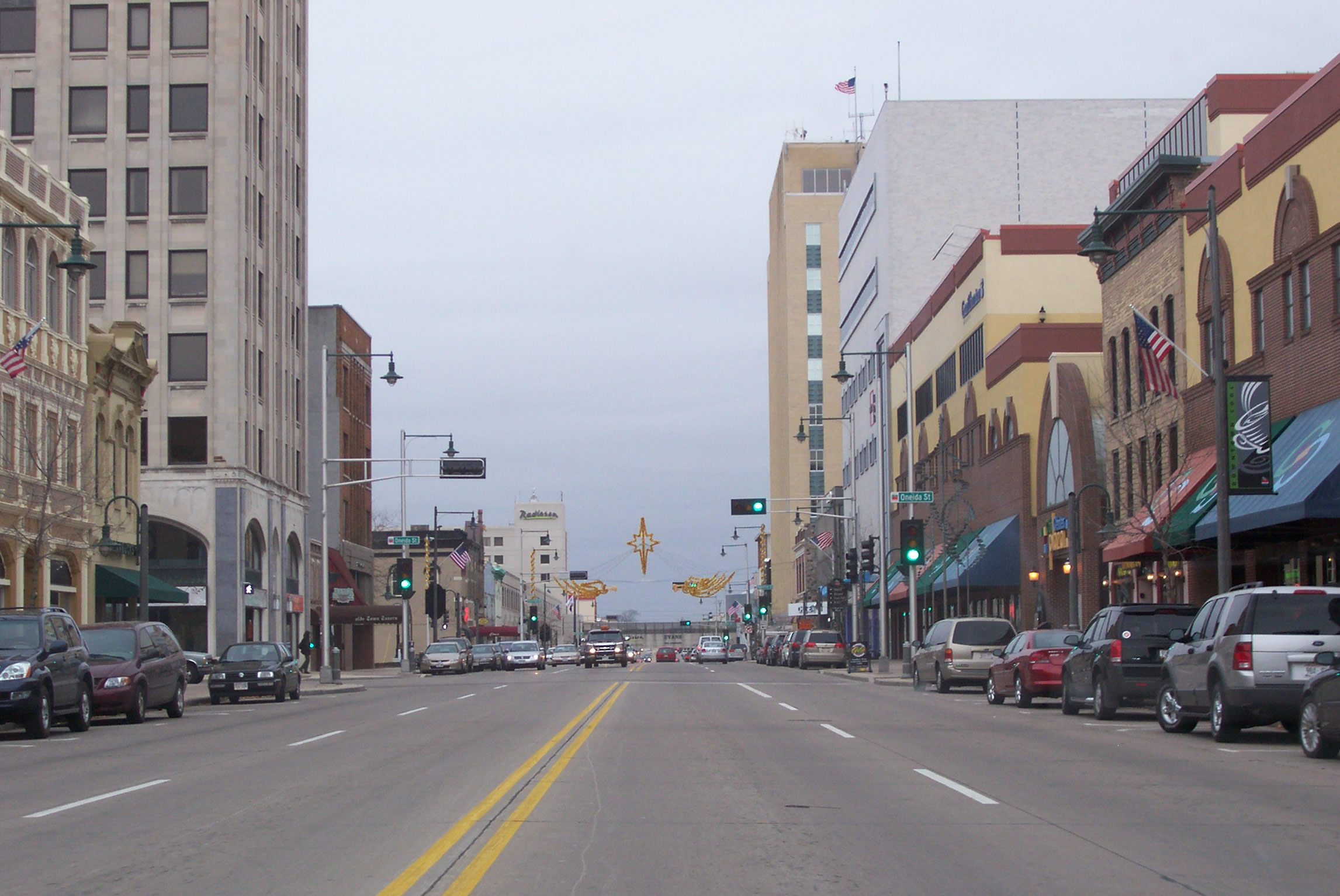
Looking west at Downtown Appleton
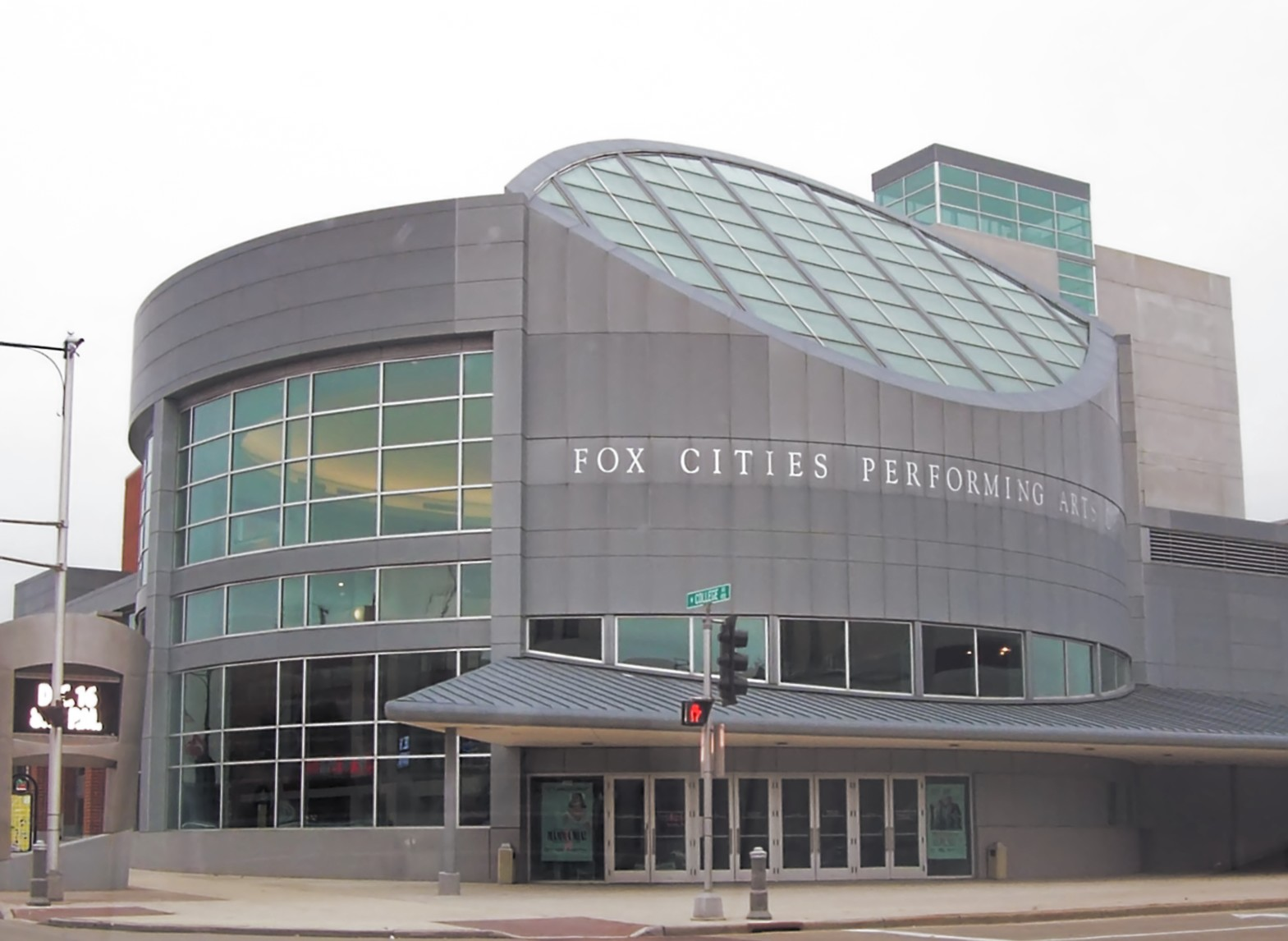
Fox Cities Performing Arts Center